# Aït Ouazik
Aït Ouazik is een plaats in de Marokkaanse provincie Zagora in de regio Souss-Massa-Daraâ. Het dorp ligt in een oase in de Drâa-vallei, in de buurt van de plaats Tazzarine.
In de omgeving worden rotstekeningen uit de nieuwe steentijd gevonden. In die periode was er in dit gebied een steppelandschap. De tekeningen stellen vooral jachttaferelen en geometrische figuren voor. De afgebeelde dieren zijn olifanten, giraffes, struisvogels, buffels en antilopen. De tekeningen laten zien dat de bewoners vallen gebruikten om de dieren te vangen. De geometrische figuren zijn spiralen, concentrische bogen en cirkels.
Verder bevindt zich in Aït Ouazik een kasba.

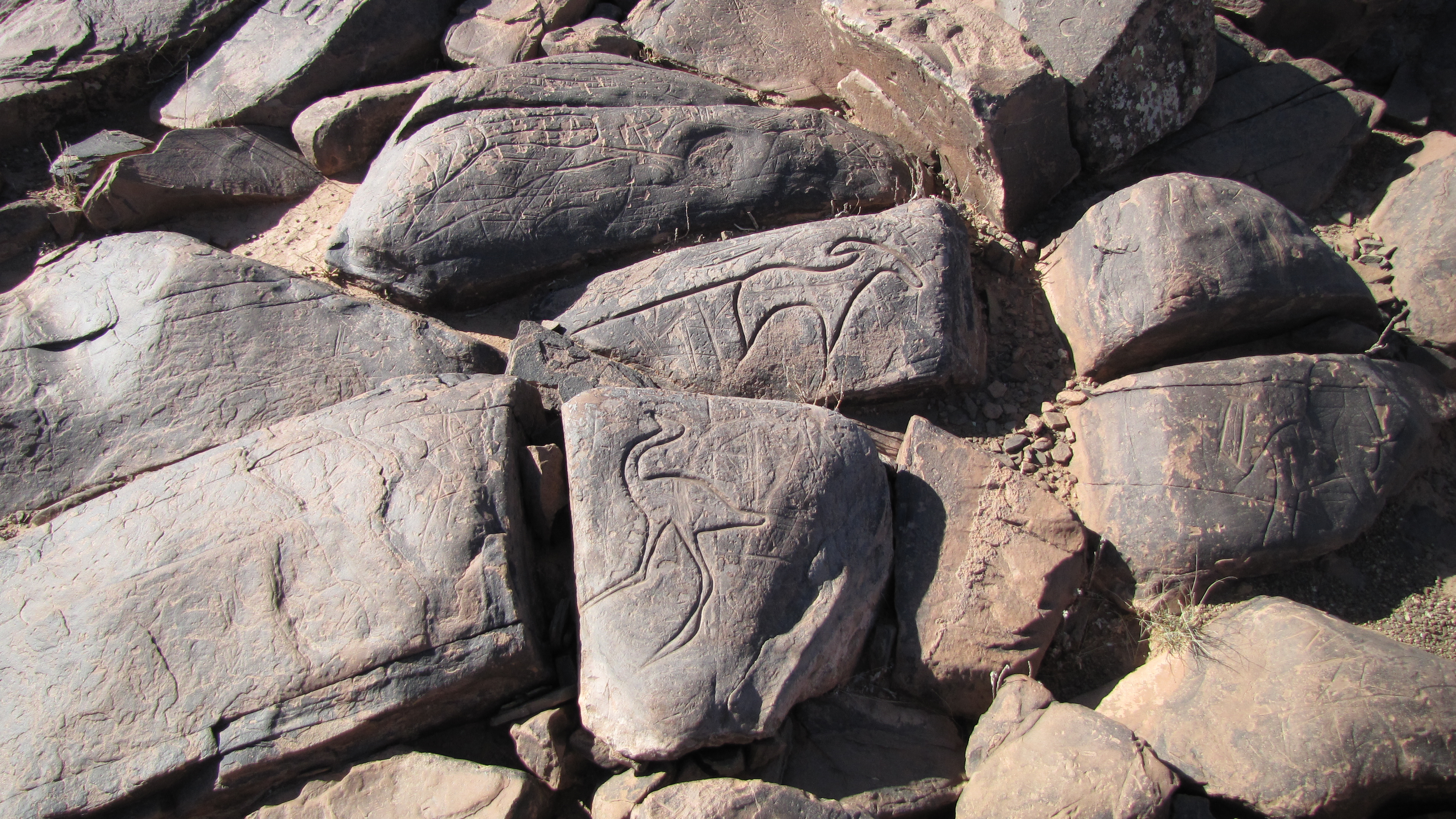
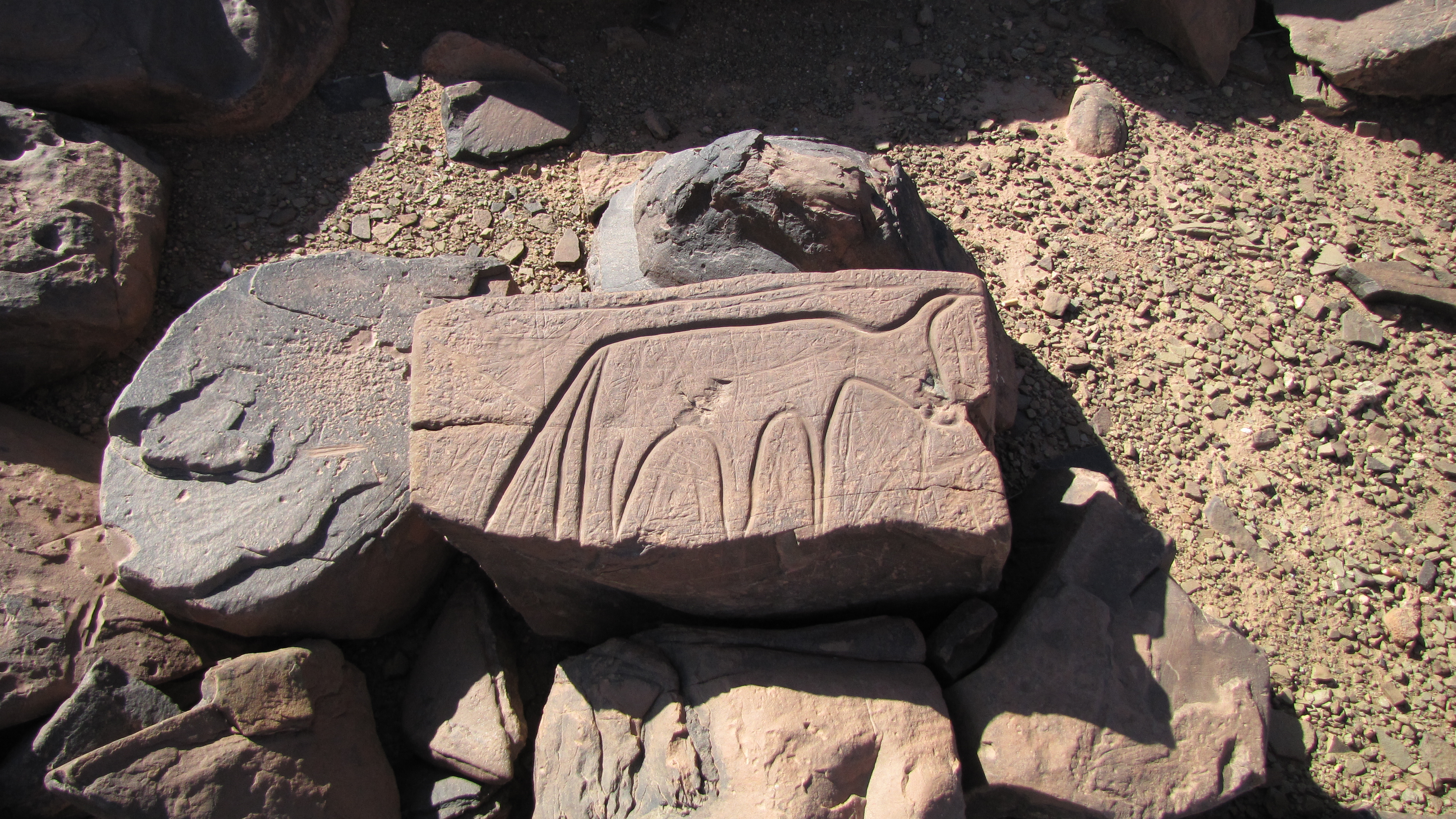

## Nabijgelegen dorpen
- Abdi N'Ilamchane
- Nkoub
- Oum Errommane
- Tamsahelte
- Tanoumrite
- Tazzarine
- Timarrighine